# Hendrik van Bolhuis
Hendrik van Bolhuis (Groningen, 6 februari 1787 – Leens, 6 maart 1861) was een Nederlands notaris.

## Leven en werk
Van Bolhuis werd in 1787 in Groningen geboren als een zoon van Harm Jan van Bolhuis en Geertje van Olst. Na zijn studie rechten was hij onder meer griffier van het vredegerecht van het kanton Winsum en van het departement Westereems. Mr. Van Bolhuis werd in 1811 de eerste keizerlijke notaris te Winsum. In 1812 werd hij aangesteld als notaris in Leens, een functie die hij tot 1861 vervulde. Tevens was Van Bolhuis procureur bij de arrondissementsrechtbank te Appingedam.
Van Bolhuis kocht op 31 januari 1822 de borg en het landgoed Verhildersum voor ƒ 8.500 van jhr. mr. Edzard Tjarda van Starckenborgh Stachouwer. Hij liet de borg eerst bewoonbaar maken door het op te knappen alvorens er samen met zijn vrouw Jantien Houwing Oltkamp (1777-1840) te kunnen gaan wonen. Van Bolhuis en zijn echtgenote kregen samen een dochter. Vanaf 1834 verkreeg Van Bolhuis het collatierecht van Leens om de predikant te benoemen. In de Petruskerk te Leens is een overhuifde herenbank in de zuidbeuk van de kerk die herinnert aan Van Bolhuis. 